# Ginnastica ai Giochi della XVI Olimpiade
Le competizioni di ginnastica artistica dei Giochi della XVI Olimpiade si sono svolte al West Melbourne Stadium di Melbourne dal 3 al 7  dicembre 1956.
Come a Helsinki 1952 si sono svolte 8 competizioni maschili e 7 femminili.

## Podi

### Uomini
| Evento                           | Oro | Perform. | Argento                                                                                         | Perform. | Bronzo | Perform. |
| Concorso a squadre (dettagli)    | Unione Sovietica Al'bert Azarjan Boris Šachlin Pavel Stolbov Valentin Muratov Viktor Čukarin Jurij Titov | 568.25   | Giappone Akira Kono Masami Kubota Masao Takemoto Nobuyuki Aihara Shinsaku Tsukawaki Takashi Ono | 566.40   | Finlandia Raimo Heinonen Onni Lappalainen Olavi Leimuvirta Berndt Lindfors Martti Mansikka Kalevi Suoniemi | 555.95   |
| Concorso individuale (dettagli)  | Viktor Čukarin                                                                                           | 114,25   | Takashi Ono                                                                                     | 114,20   | Jurij Titov                                                                                                | 113,80   |
| Corpo libero (dettagli)          | Valentin Muratov                                                                                         | 19,20    | Viktor Čukarin Nobuyuki Aihara William Thoresson                                                | 19,10    | NA | -        |
| Volteggio (dettagli)             | Valentin Muratov Helmut Bantz                                                                            | 18,85    | NA                                                                                              | -        | Jurij Titov                                                                                                | 18,75    |
| Cavallo con maniglie (dettagli)  | Boris Šachlin                                                                                            | 19,25    | Takashi Ono                                                                                     | 19,20    | Viktor Čukarin                                                                                             | 19,10    |
| Anelli (dettagli)                | Al'bert Azarjan                                                                                          | 19,35    | Valentin Muratov                                                                                | 19,15    | Masao Takemoto Masami Kubota                                                                               | 19,10    |
| Parallele simmetriche (dettagli) | Viktor Čukarin                                                                                           | 19,20    | Masami Kubota                                                                                   | 19,15    | Takashi Ono Masao Takemoto                                                                                 | 19,10    |
| Sbarra (dettagli)                | Takashi Ono                                                                                              | 19,60    | Jurij Titov                                                                                     | 19,40    | Masao Takemoto                                                                                             | 19,30    |

### Donne
| Evento                                    | Oro | Perform. | Argento                                                                                     | Perform. | Bronzo | Bronzo | Perform. |
| Concorso a squadre femminile (dettagli)   | Unione Sovietica Larisa Latynina Lidija Kalinina Ljudmila Egorova Polina Astachova Sof'ja Muratova Tamara Manina | 444.787  | Ungheria Ágnes Keleti Aliz Kertész Andrea Bodó Erzsébet Gulyás Margit Korondi Olga Tass     | 443.484  | Romania Elena Leușteanu Elena Mărgărit Elena Săcălici Emilia Vătăşoiu Gheorgheta Hurmuzachi Sonia Iovan   | Romania Elena Leușteanu Elena Mărgărit Elena Săcălici Emilia Vătăşoiu Gheorgheta Hurmuzachi Sonia Iovan          | 438.185  |
| Attrezzi a squadre femminile (dettagli)   | Ungheria Ágnes Keleti Aliz Kertész Andrea Bodó Erzsébet Gulyás Margit Korondi Olga Tass                          | 75,2     | Svezia Ann-Sofi Colling Doris Hedberg Eva Rönström Evy Berggren Karin Lindberg Maude Karlén | 74,2     | Polonia Barbara Wilk-Ślizowska Danuta Nowak Dorota Horzonek Helena Rakoczy Lidia Szczerbińska Natalia Kot | Unione Sovietica Larisa Latynina Lidija Kalinina Ljudmila Egorova Polina Astachova Sof'ja Muratova Tamara Manina | 74,0     |
| Concorso individuale femminile (dettagli) | Larisa Latynina                                                                                                  | 74,933   | Ágnes Keleti                                                                                | 74,633   | Sof'ja Muratova                                                                                           | Sof'ja Muratova                                                                                                  | 74,466   |
| Corpo libero femminile (dettagli)         | Larisa Latynina Ágnes Keleti                                                                                     | 18,733   | NA                                                                                          | -        | Elena Leușteanu                                                                                           | Elena Leușteanu                                                                                                  | 18,700   |
| Volteggio femminile (dettagli)            | Larisa Latynina                                                                                                  | 18,833   | Tamara Manina                                                                               | 18,800   | Ann-Sofi Colling Olga Tass                                                                                | Ann-Sofi Colling Olga Tass                                                                                       | 18,733   |
| Parallele asimmetriche (dettagli)         | Ágnes Keleti | 18,966   | Larisa Latynina                                                                             | 18,833   | Sof'ja Muratova                                                                                           | Sof'ja Muratova                                                                                                  | 18,800   |
| Trave (dettagli)                          | Ágnes Keleti | 18,800   | Eva Bosáková Tamara Manina                                                                  | 18,633   | NA | NA | -        |

## Medagliere
| Posizione | Paese            |    |    |    | Totale |
| --------- | ---------------- | -- | -- | -- | ------ |
| 1         | Unione Sovietica | 11 | 6  | 6  | 23     |
| 2         | Ungheria         | 4  | 2  | 1  | 7      |
| 3         | Giappone         | 1  | 5  | 5  | 11     |
| 4         | Germania         | 1  | 0  | 0  | 1      |
| 5         | Svezia           | 0  | 2  | 1  | 3      |
| 6         | Cecoslovacchia   | 0  | 1  | 0  | 1      |
| 7         | Romania          | 0  | 0  | 2  | 2      |
| 8         | Polonia          | 0  | 0  | 1  | 1      |
| 8         | Finlandia        | 0  | 0  | 1  | 1      |
| Totale    | Totale           | 17 | 16 | 17 | 50     |